# Golofa minutus
Golofa minutus är en skalbaggsart som beskrevs av Sternberg 1910. Golofa minutus ingår i släktet Golofa och familjen Dynastidae. Inga underarter finns listade i Catalogue of Life.